# Hemiòlia

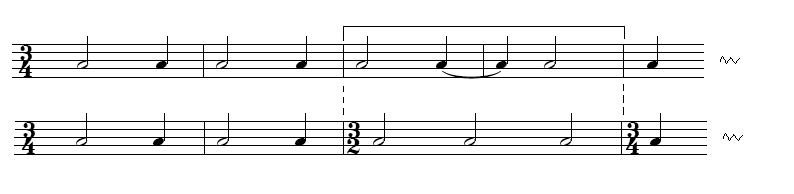
El compàs hemiòlia està format per l'alternança de compassos de 6/8 i compassos de 3/4

L'hemiòlia en música és la raó mètrica 3:2. El terme equivalent en llatí és sesquialtera. D'altra banda, l'estil hemiòlia és un ritme musical comú a Nigèria.
Són dos compassos de tres temps (com ara el compàs de 3/4) executats com si fossen tres compassos de dos temps (com el de 2/4).
En executar-los alternadamente en resulta el patró rítmic d'1-2-3, 1-2-3, 1-2, 1-2, 1-2...
Una altra manera d'analitzar-ho fora com l'alternança entre un compàs de 6/8 (1-2-3, 1-2-3) i un de 3/4 (1-2, 1-2, 1-2).

## Etimologia
La paraula hemiòlia prové de l'adjectiu grec ἡμιόλιος [hemiolios], que significa 'que conté un i mig', 'la meitat més', 'en la relació d'un i un i mig (3:2), com en els sons musicals'.
Aquest terme s'utilitzà en un context teòric musical pels primers pitagòrics, com Hipàs de Metapont i Filolau de Crotona per a descriure l'interval d'una quinta.
Més tard, alguns autors com Aristoxen de Tàrent i Claudi Ptolemeu l'empraren per a descriure els intervals més petits, com per exemple el pyknon hemiòlic cromàtic, que és una i mitja vegades la grandària d'un semitò que integra el pyknon enharmònic.
Ambdues paraules, hemiòlia i sesquialtera, fan al·lusió a la relació 3:2 i en el camp de la música s'utilitzaren primer per a descriure les relacions d'altura del so. De la divisió de la corda d'un monocord en aquesta raó s'obté com a resultat l'interval de quinta.
A la primeria del s. XV ambdues paraules s'empraven també per a descriure les relacions rítmiques, en concret la substitució (en general amb ús de coloració) de tres notes imperfectes per dues de perfectes en tempus perfectum o en prolatio maior.

## Ritme
En ritme, l'hemiòlia fa referència a tres temps d'igual valor en la durada normal de dos temps.

### Hemiòlia vertical:sesquialtera
El Diccionari Oxford de la Música mostra l'hemiòlia com un 3:2 vertical (tres temps simultanis amb dos temps).

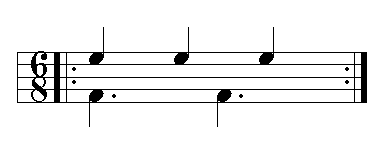
Hemiòlia vertical.

Aquest manual afirma que, tot i que la paraula hemiòlia se sol utilitzar per a valors duradors tant simultanis com successius, descriure amb ella una combinació simultània de tres-contra-dos és menys exacte que fer-ho per la dels valors successius; el «terme preferit per a una relació vertical de dos contra tres... és "sesquialtera"».
El Nou Diccionari de Harvard de la Música assenyala que, en alguns contexts, una sesquialtera es equivalent a una hemiòlia.
El diccionari New Grove Dictionary of Music and Musicians, en canvi, manté des de la primera edició de 1880 fins a la de 2001 que els termes grecs i llatins són equivalents i intercanviables, en l'àmbit de l'altura i del ritme.
David Hiley, però, sosté que, tot i semblant en els efectes, l'hemiòlia pròpiament dita es refereix a una ocurrència momentània de tres valors dobles en comptes dels dos valors triples, mentre que la sesquialtera representa un canvi de mètrica proporcional entre seccions successives.

### Hemiòlia horitzontal
Hi ha músics que es refereixen a aquesta figura com a hemiòlia horitzontal: és un esquema de ritme binari seguit d'un de ritme ternari:

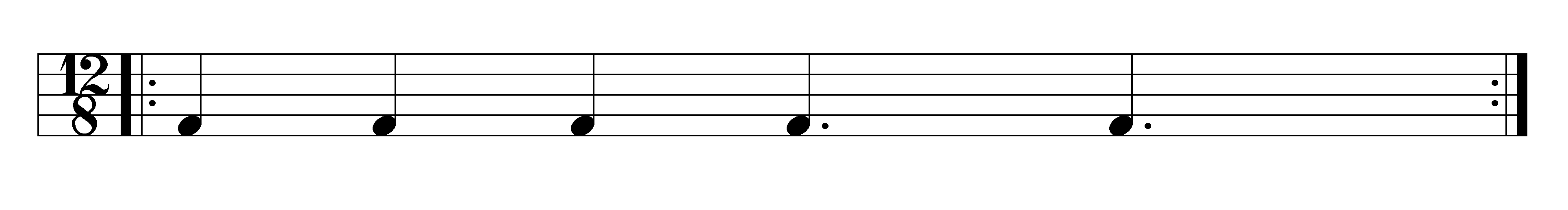
Hemiòlia horitzontal

Aquesta figura és un patró de campana comuna a Àfrica, utilitzat pel poble haussa de Nigèria, en els tambors vodús haitians, en el palo cubà així com en molts altres sistemes de percussió. La figura també s'empra en música popular d'Amèrica Llatina, com ara en el gènere cubà guajira. L'hemiòlia horitzontal suggereix una modulació mètrica (3/4 que passa a 6/8). Aquest canvi l'usa, per exemple, Leonard Bernstein en la cançó "Amèrica" del musical West Side Story, com pot escoltar-se en el motiu principal (un esquema de ritme binari, seguit per un de ritme ternari).

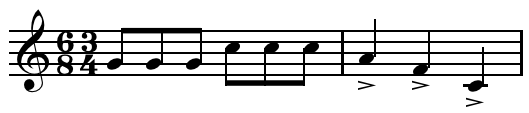
Hemiòlia horitzontal

### Música africana subsahariana

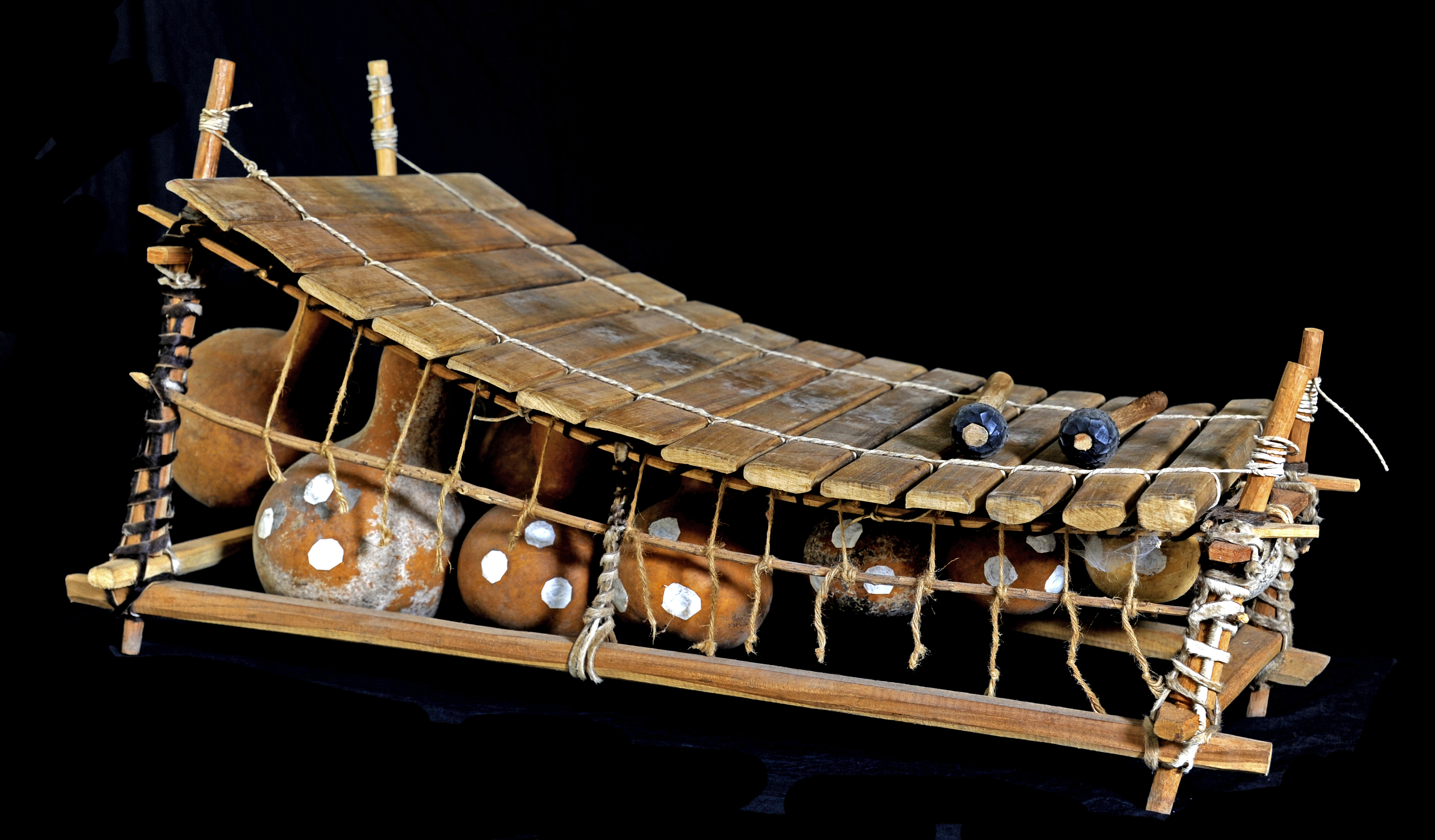
Gyil ghanés

Una hemiòlia vertical repetida s'anomena polirítmia, o més concretament, rítmica en creu. La cèl·lula rítmica més bàsica de l'Àfrica subsahariana és la rítmica en creu 3:2.
Novotney observa: «La relació de 3:2 (i [les seues] permutacions) són la base de les textures polirítmiques més típiques de la música africana occidental».
Agawu sosté: «[El] ritme resultant [3:2] n'és la clau per a la comprensió... no hi ha independència ací, perquè 2 i 3 pertanyen a una sola "Gestalt"».
En aquest exemple, un gyil ghanés (xilòfon) interpreta una hemiòlia com a base d'una melodia en ostinato. La mà esquerra (notes més greus) en toca els dos temps principals, mentre que la dreta (notes superiors) en fa sonar les tres rítmiques en creu.

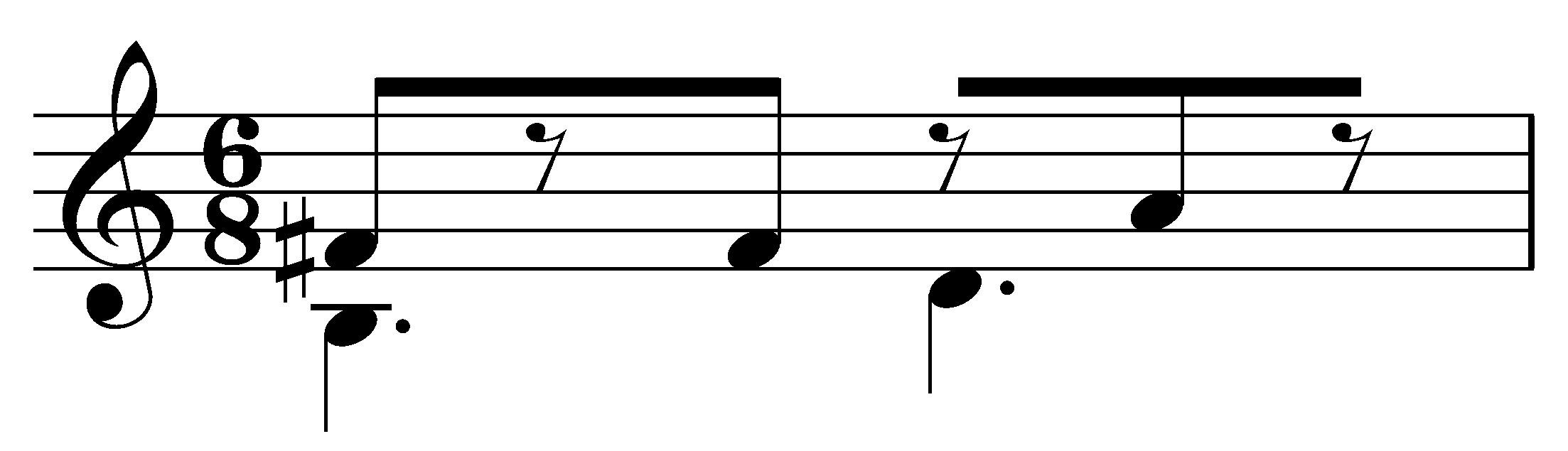
Gyil ghanés tocant una hemiola

### Música europea
Des del del s. XV, el terme hemiòlia arribà a significar l'ús de tres quadrades en un compàs quan l'esquema mètric predominant en tenia dues quadrades amb puntet en cada compàs.
Aquest ús s'amplià després fins a aconseguir el sentit actual de dos temps en un compàs ternari simple, articulats com si fossen tres temps en un compàs senzill de divisió binària. Un exemple se'n veu en els compassos 64 i 65 d'aquest fragment del 1r moviment de la Sonata per a piano núm. 12, K. 332 de Wolfgang Amadeus Mozart:

Sonata per a piano K.332 de Mozart, extracte d'una hemiola

L'efecte pot veure's en el pentagrama inferior, interpretat per la mà esquerra: els temps accentuats són els que tenen dues notes. En aquest passatge es fa palés que el temps és: "1 2 3, 1 2 3, 1 2, 1 2, 1 2".
L'hemiòlia es troba en moltes peces de la música del Renaixement escrites en ritme ternari.
L'hemiòlia era una pràctica comuna per a concloure els minuets en la música barroca i la gran majoria de finals de frases en compàs ternari. Continua sent la pràctica comuna en interpretar música barroca ja siga de manera històricament correcta o no. També sovint, el terme hemiòlia s'utilitza en aquest cas.
En el llenguatge musical actual, una hemiòlia és un patró mètric en què dos compassos en compassos ternaris simples (3/2 o 3/4) s'articulen com si fossen tres compassos en un compàs binari senzill (2/2 o 2/4). En aquest exemple, el tercer i quart compassos constitueixen l'hemiòlia.

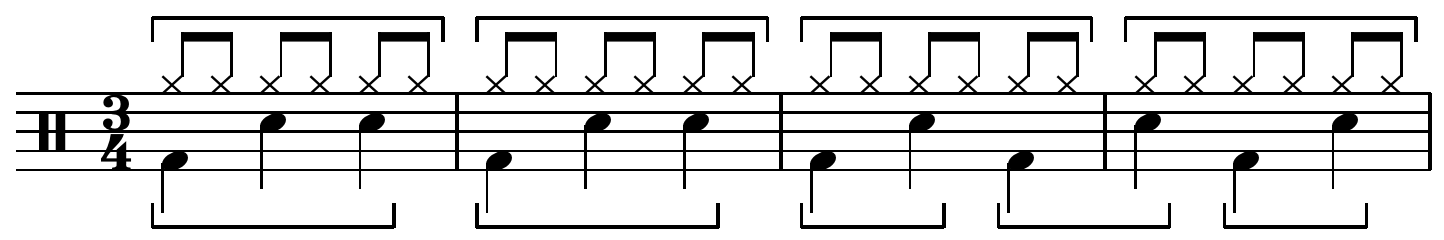
Hemiòlia per a bateria

La interacció de dos grups de tres notes amb tres grups de dues notes dona un esquema de "1-2-3, 1-2-3, 1-2, 1-2, 1-2".

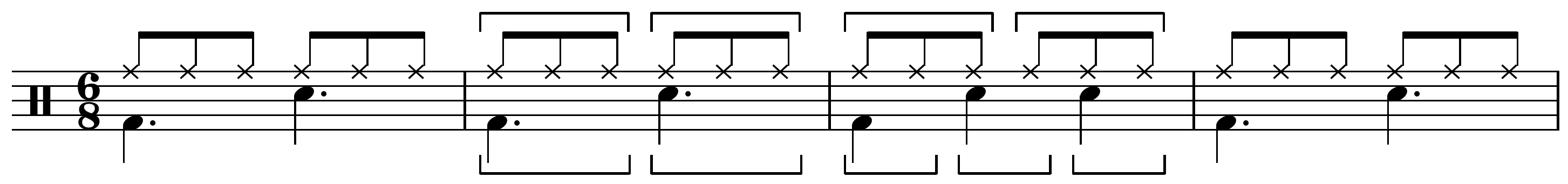
Hemiòlia arcaica

En el sentit modern, l'hemiòlia sol produir-se en algunes danses, en particular la courante. Entre els compositors de música clàssica occidental que han emprat aquesta tècnica hi ha Claudio Monteverdi, Arcangelo Corelli, Georg Friedrich Händel, Carl Maria von Weber, i la part més representativa de la música de Johannes Brahms (com ara, l'inici de la Simfonia núm. 3). Piotr Ilich Chaikovski usa sovint hemiòlies en els seus valsos.
Les hemiòlies són l'impuls mètric que fa que un patró rítmic de tres temps canvie a un altre de dos temps (com en l'exemple de Mozart més amunt), però en el que canvia d'impuls de dos temps a un de tres temps, el patró de 2:3 s'anomena subsesquialtera.

## Harmonia

### Laquinta justa
L'hemiòlia és la raó entre les longituds de dues cordes, tres-contra-dues (3:2), que, juntes, formen un interval de quinta.
La relació d'altures en l'escala justa d'una quinta suposa que la nota més aguda fa tres vibracions en la mateixa quantitat de temps que la nota més greu que fa dues vibracions. En el sistema de cent de mesura de les altures del so, la proporció de 3:2 es correspon si fa no fa a 702 cents o un 2% d'un semitò més ampli que set semitons. La quinta es pot escoltar quan un violí està afinat: si les cordes adjacents s'ajusten a la proporció exacta de 3:2, el resultat és un so suau i harmoniós. Així, el violí se sent com "afinat". Les quintes són, en exclusiva, la base de l'escala pitagòrica i s'usen amb altres intervals sols en l'escala justa. La relació 3:2 de la quinta justa sorgeix en l'escala de do major afinada conforme al temperament mesotònic, entre do i sol.
 Reproducir (?·pàg.)